# Plac Bolesława Chrobrego w Policach
Plac Bolesława Chrobrego w Policach – główna część Starego Miasta w Policach. Znajduje się tu punkt początkowy szlaku Polickiego PTTK.

## Historia i urbanistyka
Rynek, przed 1945 zwany w języku niem. Markt, w 1946 otrzymał nową nazwę plac Bolesława Chrobrego.
Znajdują się tu gotycka kaplica z XV w. – pozostałość po niezachowanym Kościele Mariackim z XIII wieku oraz fontanna z postacią Sediny zaprojektowana przez Mieczysława Gliba. Wschodnia i część północnej pierzei Rynku nie zostały odbudowane. Natomiast narożnik południowo-zachodni tworzy zabudowa PRL-owska. We wschodniej pierzei rynku, przy ul. Wojska Polskiego, znajduje się pomnik Marii Skłodowskiej-Curie ufundowany przez społeczeństwo powiatu szczecińskiego w setną rocznicę urodzin wielkiej Polki (1967).

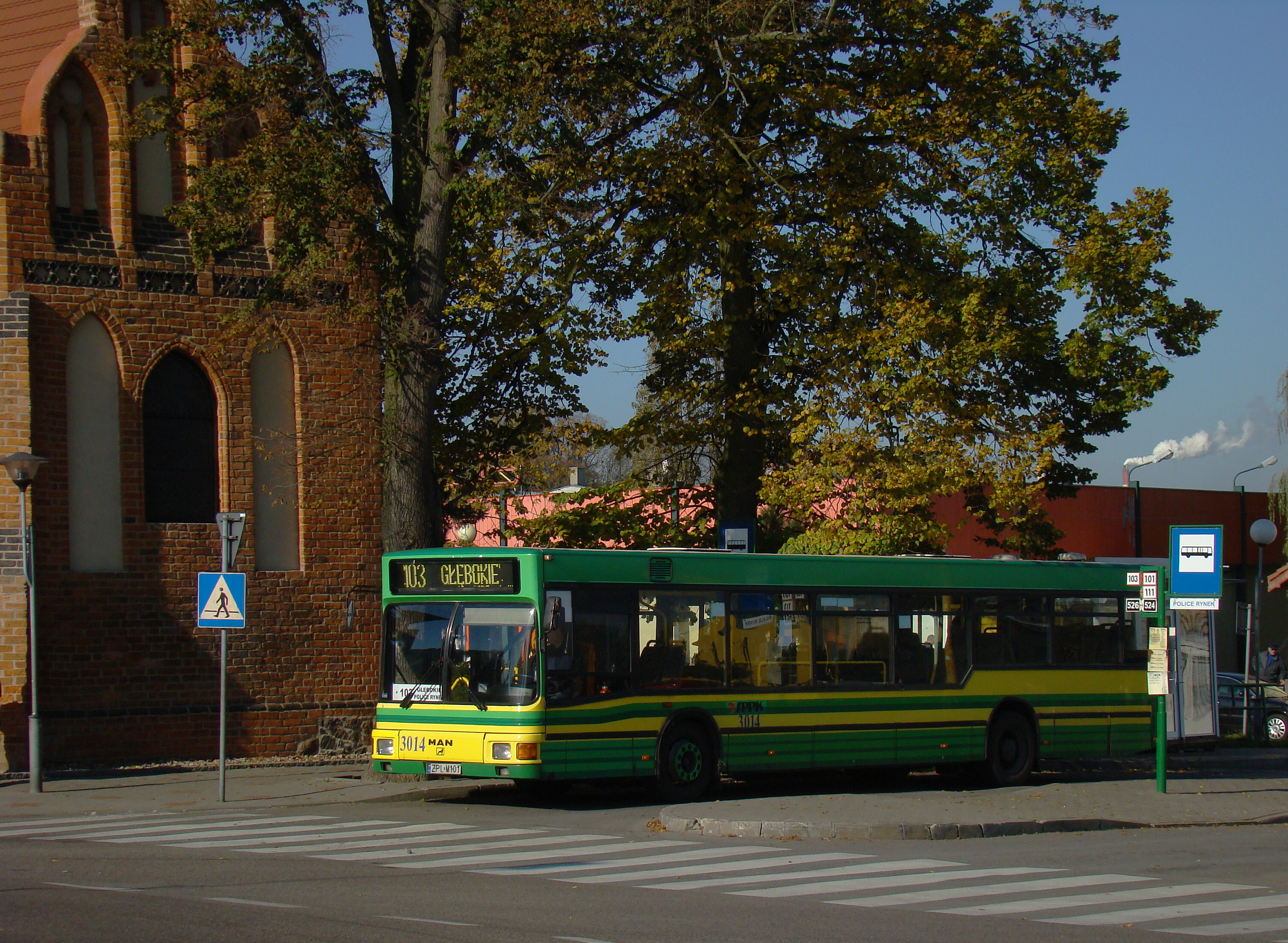
Autobus linii 103 w Policach (Police Rynek)

Na rynku krzyżują się drogi w pięciu kierunkach:
- do Jasienicy, Trzebieży i Nowego Warpna (ul. Kościuszki, droga wojewódzka nr 114),
- do północnej części Starego Miasta z przystanią żeglarską TKKF "Olimpia" (ul. Mickiewicza a dalej ul. Konopnickiej),
- do Szczecina przez Mścięcino (ul. Wojska Polskiego),
- do Szczecina przez Tanowo i Nowe Miasto (ul. Grunwaldzka, droga wojewódzka nr 114),
- na wyspę Polickie Łąki (ul. Goleniowska).

Na rynku znajduje się przystanek Police Rynek dla miejskich linii autobusowych: 101, 102, 103, 106, 109, 110, 111, linii nocnych 524 i 526 oraz dla linii samorządowej (LS), linii działkowej (LD) i linii plażowej (LP). 

Rynek Starego Miasta w Policach
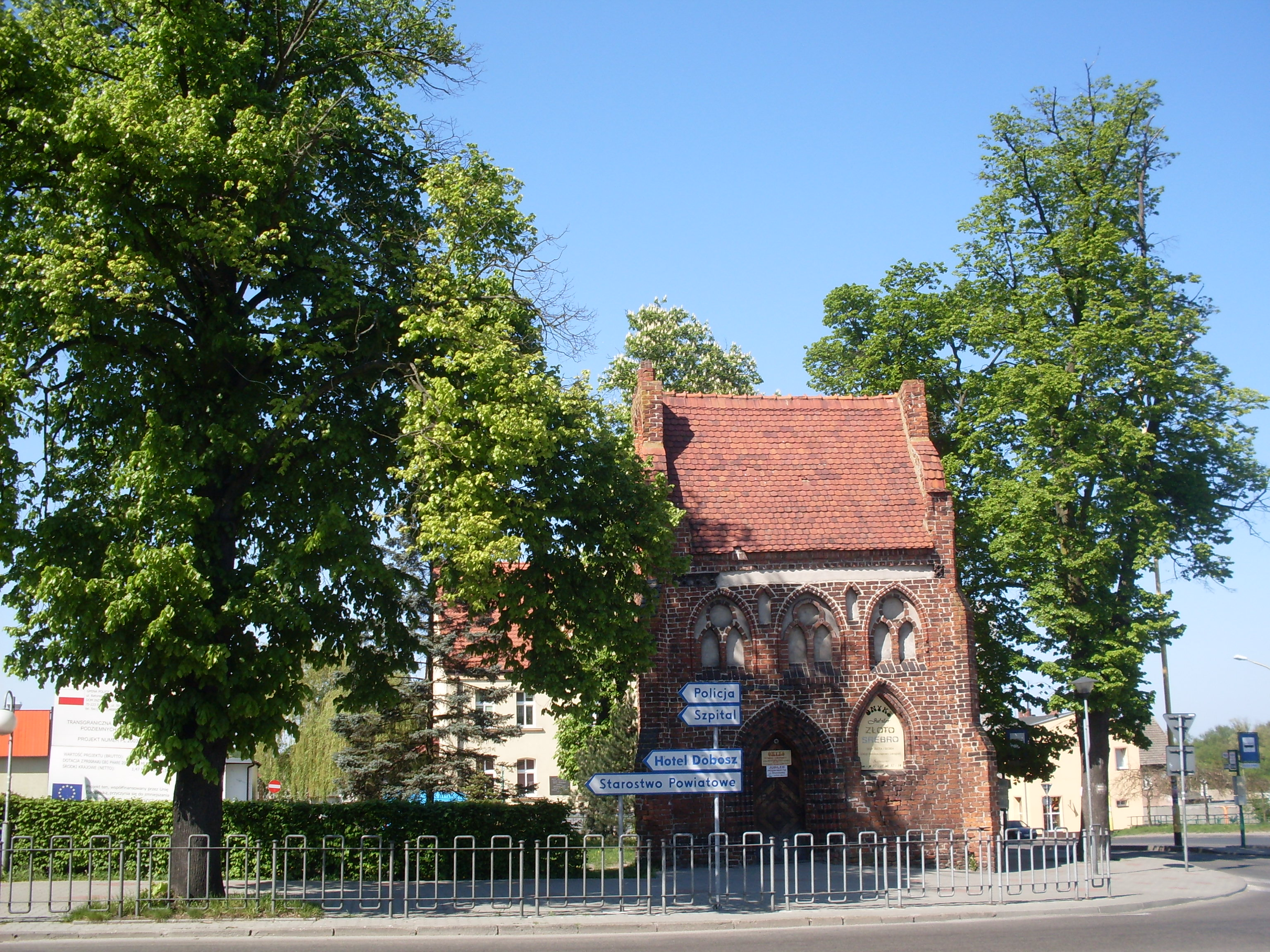
Kaplica gotycka na Placu Chrobrego z XV wieku, Police, Rynek Starego Miasta
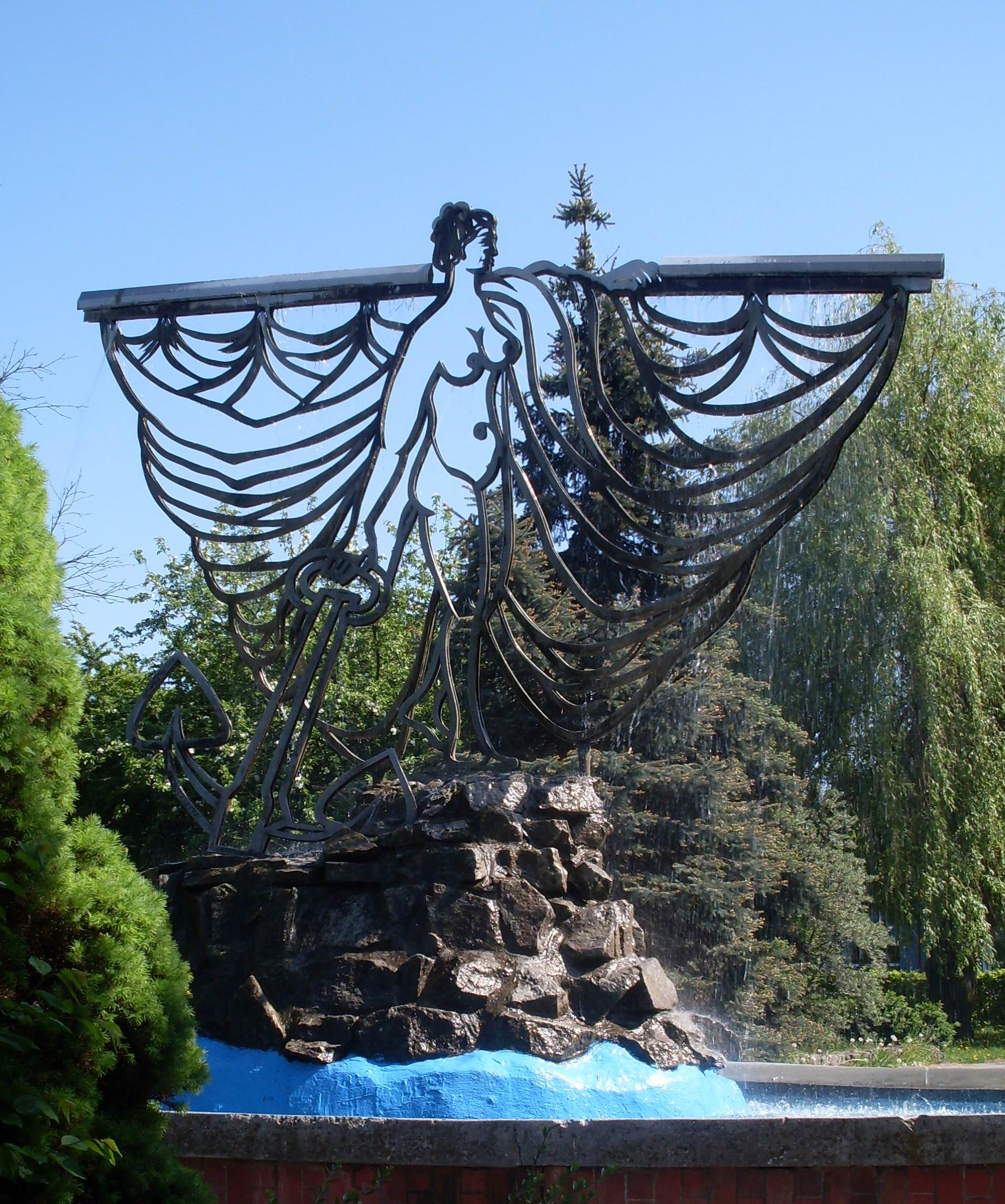
Fontanna Sediny
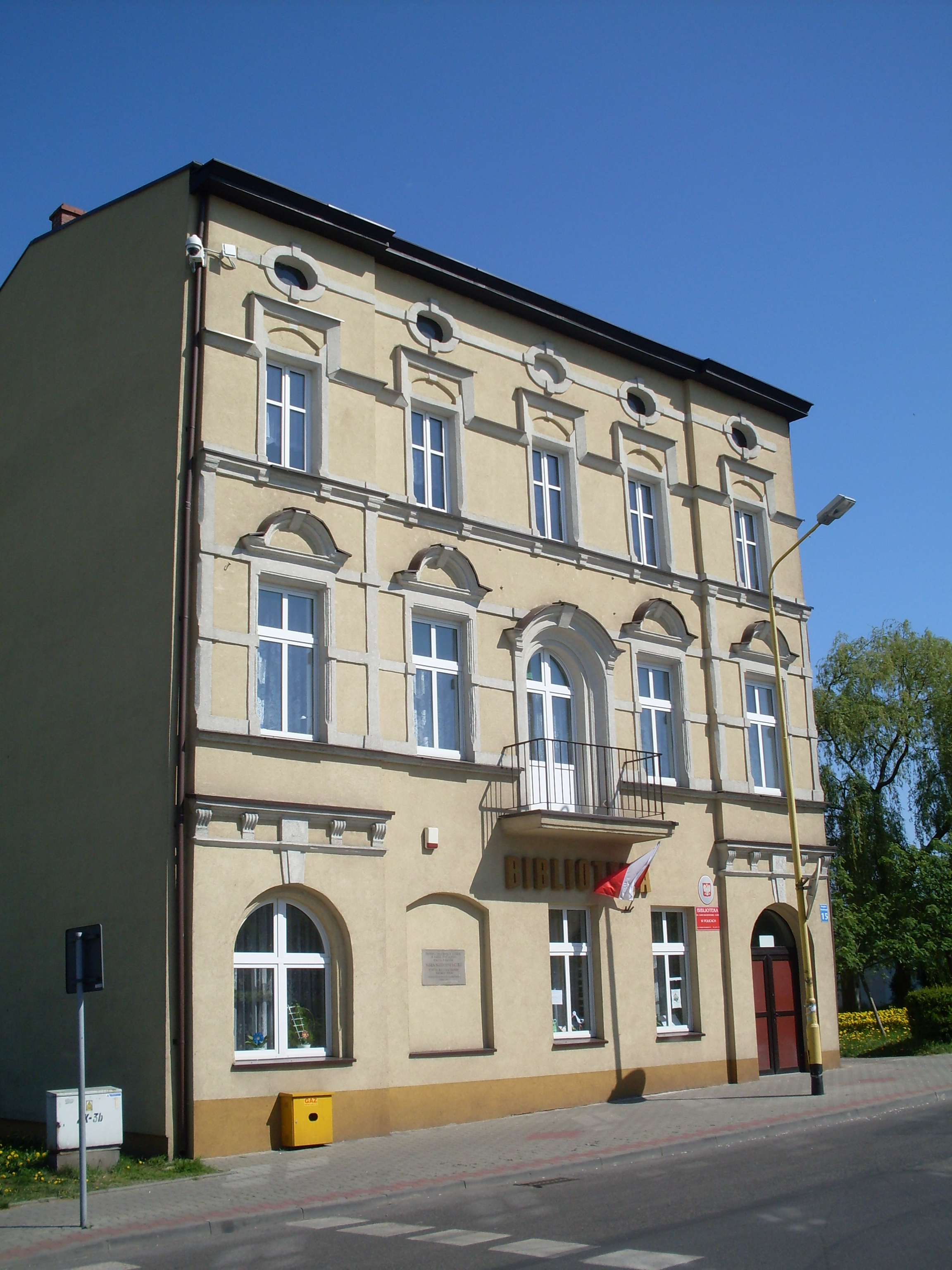
Powiatowa Biblioteka Publiczna im. Marii Skłodowskiej-Curie
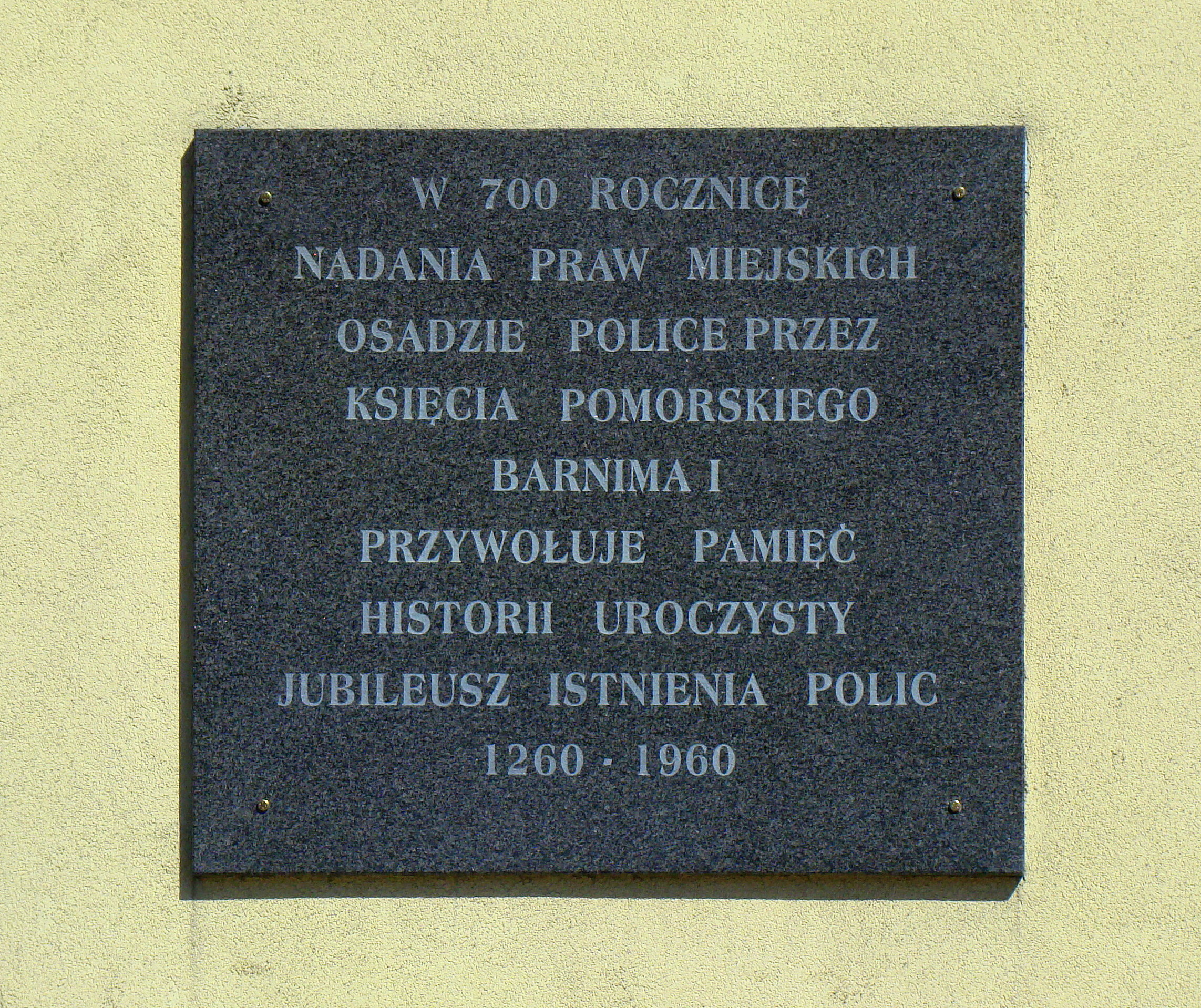
Tablica w 700. rocznicę nadania Policom praw miejskich
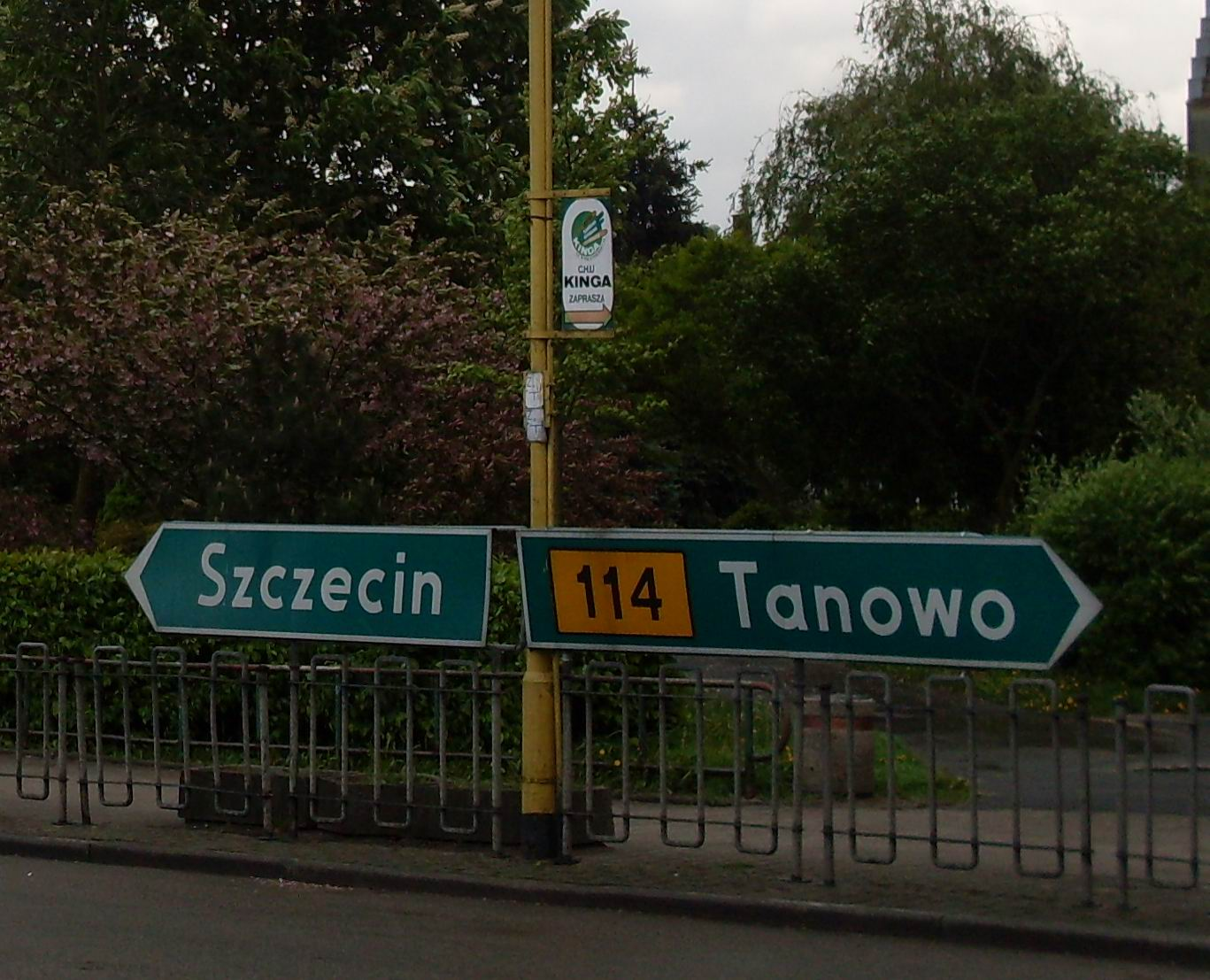
Drogowskazy przy drodze wojewódzkiej nr 114
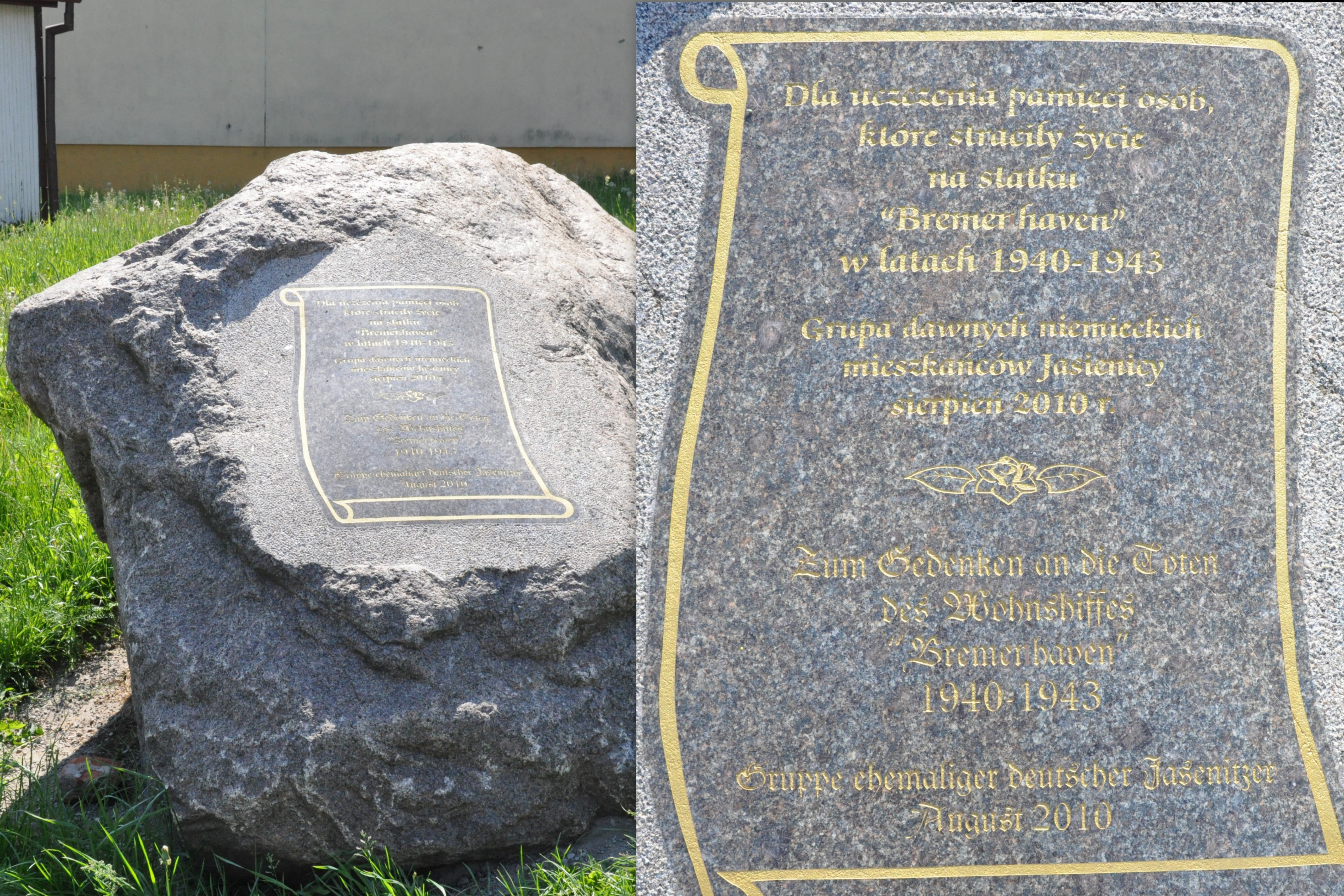
Obelisk SS Bremerhaven